# Concierto para dos violines, BWV 1043

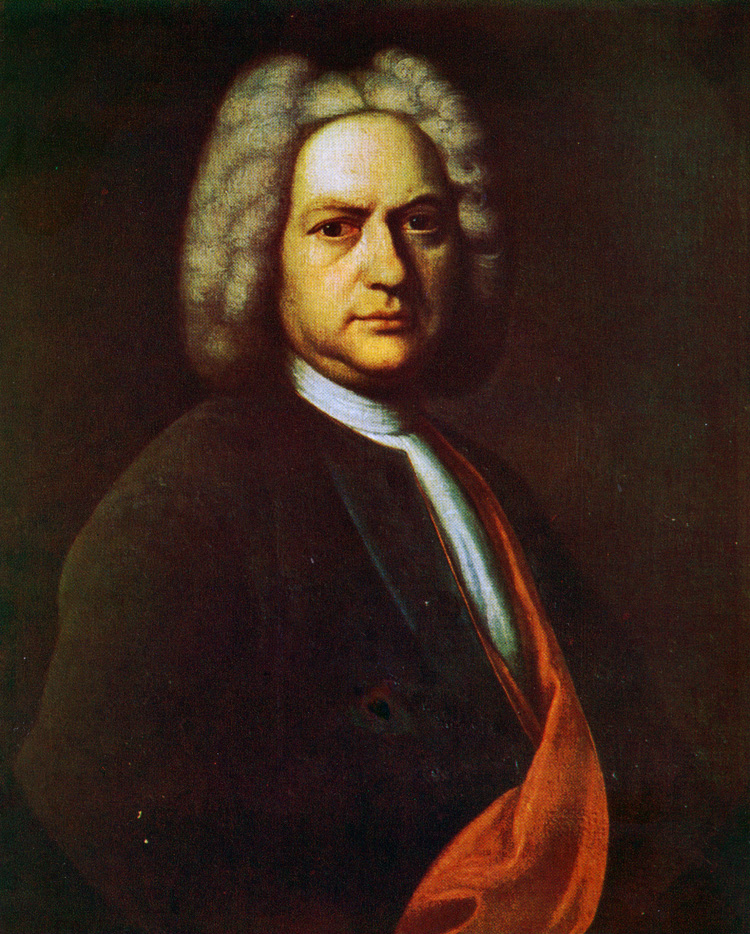
Bach hacia 1720.

El Concierto para dos violines en re menor o Doble concierto para violín, BWV 1043 es una pieza concertante para dos violines compuesta por Johann Sebastian Bach entre 1717 y 1723. Es una de las obras más reconocidas de Bach y considerada una de las obras maestras del Barroco.

## Historia

### Composición

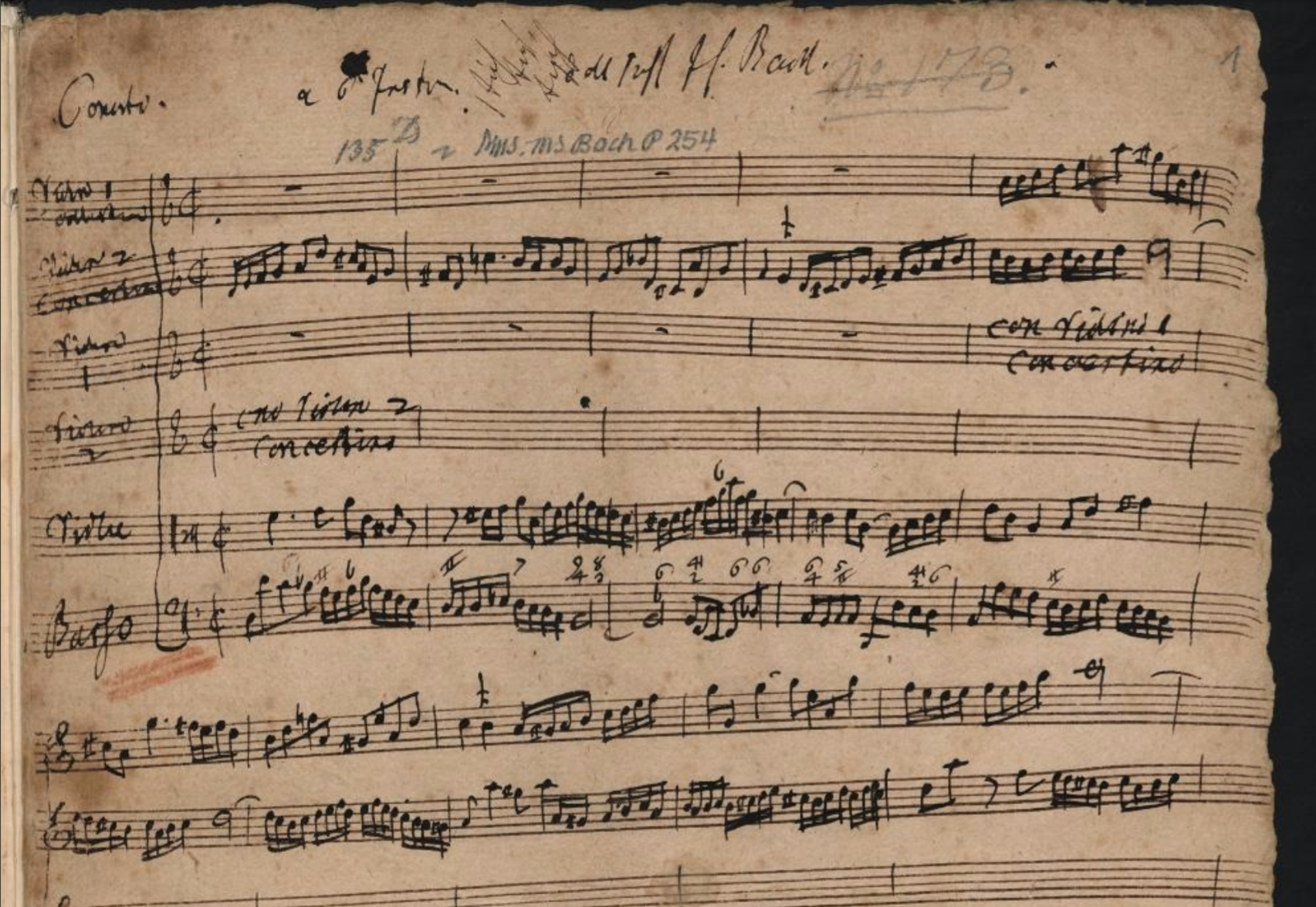
Copia manuscrita del inicio del I. Vivace hecha por Samuel Hering.

La composición de esta obra se desarrolló entre 1717 y 1723 en Köthen cuando era maestro de capilla en la corte de Anhalt-Köthen. Posteriormente, en 1739 durante su estancia en Leipzig creó un arreglo para dos clavecines y transpuesto a la tonalidad de do menor que fue catalogado como BWV 1062.
En Köthen Bach no tenía órgano que tocar, a pesar de su reputación en toda Alemania como virtuoso de ese coloso entre los instrumentos musicales del Barroco. No obstante, también tocaba el violín, la viola de gamba y, por supuesto, el clavecín. Sin su primera opción disponible, o sin deberes eclesiásticos como los que Leipzig le requirió más tarde, Johann Sebastian se concentró en la música instrumental en diversas combinaciones -muchas de ellas perdidas posteriormente. Junto con los Conciertos de Brandeburgo como conjunto, sólo dos conciertos más para violín solo y este Concierto para dos violines en re menor sobrevivieron de quién sabe cuántos, más allá de los que Bach reescribió en Leipzig después de 1729 para uno, dos, tres y cuatro clavecines. Todos sus conciertos, incluidos los de Brandeburgo, tenían como referente a Antonio Vivaldi, y algunos eran incluso transcripciones de obras del maestro italiano. El genio de Bach consistía, por supuesto, en que podía individualizar a la vez que trascender la música de un hombre que era indirectamente su mentor. Sus composiciones no tenían la sensualidad ni el espíritu de las de Vivaldi; Bach era luterano alemán, vinculado más allá del clima y el entorno por una religión que denunciaba los excesos seculares en los que el catolicismo romano (tal y como Lutero lo veía desde dentro) se había revolcado desde la Edad Media.

### Estreno y publicación
La primera interpretación muy probablemente corrió a cargo de Joseph Spiess y Martin Friedrich Marcus con la orquesta de la corte del príncipe Leopoldo de Anhalt-Köthen.
La primera edición no fue llevada a cabo hasta 1852.

## Instrumentación
La partitura está escrita para dos violines solistas, cuerdas y bajo continuo.

## Estructura y análisis
La pieza consta de tres movimientos:
- I. Vivace, en re menor 2
2
- II. Largo ma non tanto, en fa mayor 12
8
- III. Allegro, en re menor 3
4

La interpretación de esta obra dura aproximadamente 15 minutos. Un rasgo característico de la obra es la relación que se establece entre los dos violines solistas, que es más notable en el movimiento central. La estructura en tres partes nos ofrece un movimiento central dulce y lírico con el duólogo entre los violines, enmarcado por ambos lados por dos movimientos en los que el maestro contrapuntista barroco muestra su dominio de la síntesis y la organización.

### I.Vivace
El primer movimiento, Vivace, está escrito en la tonalidad de re menor y en ritmo alla breve. Se abre con una exposición fugada de dos temas contrastantes y a continuación va su "desarrollo" en el estilo ritornello a través de sol menor y do menor antes de que la orquesta "retome" el tema de apertura por última vez.

### II.Largo ma non tanto
El segundo movimiento, Largo ma non tanto, está en fa mayor y en ritmo siciliano de 12/8. Las líneas solistas parecen acariciarse unas a otras mientras se superponen y entrelazan. Por su parte, la orquesta de cuerda se limita a tocar acordes para dejar todo el protagonismo a los solistas. Aunque la ópera no tenía cabida en la educación, la vida o la música de Bach, éste era capaz de lirismo, calidez y dulzura de una manera sublime como demuestra en este movimiento.

### III.Allegro
El tercer y último movimiento, Allegro, retoma la tonalidad inicial y sigue un ritmo ternario de 3/4. Se caracteriza por la imitación y la repetición con los solistas en primer plano. Incluso más que en el movimiento inicial, hay una sensación de forma sonata embrionaria, con la encantadora sorpresa de una repetición en sol menor en lugar de la tónica re menor.

## En la cultura popular
Esta obra ha servido de inspiración a artistas musicales de diversos géneros para crear sus propias versiones. Tanto las adaptaciones como las interpretaciones de la pieza original han sido incluidas en multitud de bandas sonoras de películas, programas de televisión, videojuegos, etc.

### Adaptaciones
- 1937 – Django Reinhardt hizo una versión jazzística del primer movimiento.
- 1968 – "Vivace", pieza del álbum Jazz Sebastian Bach Vol. 2 del grupo de música francés The Swingle Singers que es una versión del primer movimiento que mezcla música clásica y jazz.[8]
- 1972 – "Allegro", pista del álbum The Joy of Singing de The Swingle Singers en la que vuelven a hacer una versión esta vez del tercer movimiento.[10]
- 2004 – "Symbol of Life, Love and Aesthetics", tema del disco Symbol del compositor y dj japonés de ambient experimental Susumu Yokota que utiliza el segundo movimiento como base en los minutos 1:45, 1:55 y 2:00.[9]
- 2006 –  "Vivace", tema del álbum J. S. Bach transcriptions del clarinetista y compositor francés Jean-Christian Michel que es una transcripción para clarinete del primer movimiento.

### Inclusión en bandas sonoras[7]
- 1986 – Hijos de un dios menor, película dirigida por Randa Haines que incluye el segundo movimiento del concierto.
- 1986 – Hannah y sus hermanas, film de Woody Allen en el que se escucha el primer movimiento.
- 1999 – Música del corazón, película de Wes Craven que incluye el primer movimiento, para el que Meryl Streep se inició en los rudimentos del violín.
- 2008 – Breaking Bad, serie en cuyo episodio 1x07 "A No-Rough-Stuff-Type Deal" se escucha una versión para flauta del segundo movimiento interpretada por Bettine Clemen.
- 2008 – 21 blackjack, film dirigido por Robert Luketic que incluye este concierto.
- 2012 – Frances Ha, largometraje dirigido por Noah Baumbach en el que se oye el primer movimiento.
- 2017 – Thor: Ragnarok, film de Taika Waititi cuya banda sonora contiene el segundo movimiento.

### Otros
- 1940 – Concerto Barocco, ballet neoclásico creado por el coreógrafo ruso George Balanchine basado en esta pieza musical.

## Discografía selecta
- Salvatore Accardo - Violin Concertos
- George Enescu - George Enescu: the Legendary Violinist
- Gillian Fisher - Essential Bach
- Zino Francescatti - Violin Concertos
- Arthur Grumiaux - Violin Concertos
- Hilary Hahn - Violin Concertos
- Nikolaus Harnoncourt - Violin Concertos
- Christopher Hogwood - Violin Concertos
- Jean-Jacques Kantorow - Violin Concertos
- Gunter Kehr - Brandenburg Concertos
- Nigel Kennedy - Kennedy plays Bach
- Ton Koopman - Violin Concertos
- Gidon Kremer - Himmlische Geigen
- Gidon Kremer - Violin Concertos
- Sigiswald Kuijken - Violin Concertos
- Jeanne Lamon - Violin Concertos
- Jaime Laredo - Violin Concertos
- Raymond Leppard - Works for Orchestra
- Andrew Manze - Solo and Double Violin Concertos
- Neville Marriner - Brandenburg Concertos
- Neville Marriner - Works for Orchestra
- Edvard Melkus - Violin Concertos
- Yehudi Menuhin - Violin Concertos
- Roberto Michelucci - Violin Concertos
- Helmut Müller-Brühl - Complete Orchestral Works
- Anne-Sophie Mutter - Violin Concertos
- David Óistraj - Double Violin Concerto
- David Óistraj - Violin Concertos
- Trevor Pinnock - Solo Concertos
- Trevor Pinnock - Violin Concertos
- Elliot Rosoff - Postcards from Bach
- Michael Sand - Violin Concertos
- Jaap Schroder - Violin Concertos
- Simon Standage - Violin Concertos
- Isaac Stern - A Life in Music
- Issac Stern - Violin Concertos
- Lara St.John - Bach the concerto album
- Masaaki Suzuki - Violin Concertos
- Ward Swingle - Jazz Sebastian Bach - Volume 2
- Henryk Szeryng - Violin Concertos
- Varios - Bach 2000: The Complete Bach Edition
- Varios - Bach: Greatest Hits
- Varios - Orchestral Works (Bach Edition Volume 1)
- Elizabeth Wallfisch - Concertos for 1, 2, & 3 Violins
- Pinchas Zukerman - Violin Concertos